# Кэннон, Бадди
Бадди Кэннон (англ. Buddy Cannon; род. 20 апреля 1947 года) — американский продюсер звукозаписи и автор песен в стиле кантри. Известен прежде всего, как продюсер Вилли Нельсона и Кенни Чесни. Лауреат и номинант нескольких наград. Также был отмечен Палатой представителей США за его вклад как продюсера звукозаписи.

## Биография
Бадди Кэннон (имя при рождении Murray Franklin Cannon) родился 20 апреля 1947 года в Лексингтоне, штат Теннесси (США). Активно работает с конца 1970-х годов, известен прежде всего как продюсер Вилли Нельсона и Кенни Чесни, за что в 2006 году получил награду «Продюсер года» Академии кантри-музыки.
Вместе с Биллом Андерсоном и Джейми Джонсоном Кэннон стал соавтором сингла Джорджа Стрейта 2006 года «Give It Away», который получил премию Ассоциации кантри-музыки как песня года. Среди других исполнителей, записавших песни Кэннона, — Верн Госдин, Джордж Стрейт, Билли Рэй Сайрус и Мел Тиллис; среди артистов, чьи альбомы он продюсировал, — Чели Райт, Риба Макинтайр, Джордж Джонс, Луиза Мандрелл, Вилли Нельсон и Мерл Хаггард. Кэннон также был отмечен Палатой представителей США за его вклад как продюсера звукозаписи. В 2021 году внесён в Зал Славы Nashville Songwriters Hall of Fame.
Он является отцом певицы Мелони Кэннон и автора песен Марлы Кэннон-Гудман.

## Награды и номинации
| Год  | Номинируемая работа              | Категория | Результат | Ссылки |
| ---- | -------------------------------- | --- | --------- | ------ |
| 2006 | Academy of Country Music Awards  | Песня года за «Give It Away» (Билл Андерсон с Бадди Кэнноном и Джейми Джонсоном), соавтор                      | Победа    | [ 7 ]  |
| 2007 | Grammy Awards (2008)             | Лучшая кантри-песню за «Give It Away» (Билл Андерсон с Бадди Кэнноном и Джейми Джонсоном), соавтор             | Номинация | [ 8 ]  |
| 2007 | Country Music Association Awards | Песня года за «Give It Away» (Билл Андерсон с Бадди Кэнноном и Джейми Джонсоном), соавтор                      | Победа    | [ 9 ]  |
| 2017 | Grammy Awards (2017)             | Лучший традиционный вокальный поп-альбом за Summertime: Willie Nelson Sings Gershwin (Вилли Нельсон), продюсер | Победа    | [ 8 ]  |
| 2019 | Grammy Awards (2019)             | Лучший традиционный вокальный поп-альбом за My Way (Вилли Нельсон), продюсер                                   | Победа    | [ 8 ]  |
| 2023 | Grammy Awards (2023)             | Лучший альбом в стиле кантри за A Beautiful Time (Вилли Нельсон), продюсер                                     | Победа    | [ 8 ]  |